# Conserje de palacio
Los conserjes de palacio eran servidores de palacio. 
Al igual que los de las casas reales u otras posesiones reales, tenían a su cargo la conservación y custodia de ellos y de todo cuanto contenían. A ellos correspondía señalar las habitaciones que en las jornadas debían ocupar los individuos de la real servidumbre, recogiendo recibo de los muebles que facilitaran a los mismos y cuidando de recogerlos al concluirse la jornada. Pedían por escrito al Administrador y distribuían entre quienes correspondía el aceite, lumbre, leña y carbón (después, el gas) que se necesitaba en los edificios durante la jornada. Tenían en depósito los muebles inútiles llevando inventario separado de ellos. En su poder obraban las llaves maestras de los reales palacios. Al verificarse obras debían estar al tanto para que los operarios trabajaran como era debido. Los conserjes eran los jefes inmediatos de los llaveros, mozos ordinarios, barrenderos, porteros y demás empleados en la custodia y conservación de los reales palacios y demás posesiones confiadas a aquellos.